# Che'aogang Shuiku
Che'aogang Shuiku (kinesiska: 车岙港水库, Che’aogang Shuiku) är en reservoar i Kina. Den ligger i provinsen Zhejiang, i den östra delen av landet, omkring 190 kilometer sydost om provinshuvudstaden Hangzhou. Che'aogang Shuiku ligger 4 meter över havet. Arean är 1,7 kvadratkilometer. I omgivningarna runt Che'aogang Shuiku växer i huvudsak blandskog. Den sträcker sig 2,0 kilometer i nord-sydlig riktning, och 1,6 kilometer i öst-västlig riktning.
Genomsnittlig årsnederbörd är 1 837 millimeter. Den regnigaste månaden är juni, med i genomsnitt 338 mm nederbörd, och den torraste är januari, med 56 mm nederbörd.